# Cobadin
Cobadin – wieś w Rumunii, w okręgu Konstanca, w gminie Cobadin. W 2011 roku liczyła 6483 mieszkańców.